# Матвієнко Павло Володимирович
Павло́ Володи́мирович Матвіє́нко  (6 серпня 1973, Дніпропетровськ, Українська РСР, СРСР) — український політик і підприємець, голова Партії національно-економічного розвитку України (з 03.2001), член ПНЕРУ (з 1995), Народний депутат України 4-го скликання (2002—2006).

## Життєпис

### Ранні роки(1973-1991)
Павло Володимирович Матвієнко народився 6 серпня 1973 року в місті Дніпропетровську у родині фінансиста, українець.
Батько Володимир Матвієнко (1938 р.н.) — на той час займав посаду керуючого Дніпропетровської обласної контори Будбанку СРСР, мати Галина Матвієнко (1941 р.н.).
Закінчив середню школу № 125 у місті Києві, до якого в 1979 році родина переїхала на постійне місце проживання. Під час навчання активно займався спортом приділяючи велику увагу саморозвитку та самовдосконаленню.
Надихаючись прикладом батька, який у 1991 р. був призначений Головою Правління Національного банку України (НБУ), а згодом став засновником та головою правління ПАТ «Промінвестбанк», вирішив пов'язати своє життя з економічною сферою.

### Освіта(1991-2012)
У 1995 році закінчив факультет міжнародних економічних відносин Київського державного економічного університету, нині КНЕУ ім. В. Гетьмана, за спеціальністю економіст з знанням іноземної мови.
Паралельно з навчанням у КДЕУ, в 1992—1994 роках проходив навчання з поглибленим вивченням фахових дисциплін у «Thames Valley University European and International Studies» у Великобританії («TVU» London).
У 2004 році, на базі КНЕУ ім. В. Гетьмана, захистив кандидатську дисертацію на тему «Розвиток грошово-кредитних відносин в трансформаційній економіці України», отримав науковий ступінь кандидата економічних наук зі спеціальності «Фінанси, грошовий обіг і кредити».
У 2012 році здобув кваліфікацію бакалавра з правознавства, закінчивши Приватний вищий навчальний заклад «Європейський університет» (Private Higher Education Establishment «European University»).
Вільно володіє українською, англійською та російською мовами.

### Банківська справа(1994-2008)
Свій кар'єрний шлях розпочав у 1994 році на посаді економіста у Міжнародному департаменті ПАТ «Промінвестбанк».
У 1996 році обіймав посади головного економіста та начальника відділу міжнародної інформації та встановлення кореспондентських відносин управління міжнародних зв'язків, методології та статистики Міжнародного департаменту ПАТ «Промінвестбанк».
У 1997 році був призначений заступником Голови Правління АКБ «Національний кредит».
З 1998 по 2002 рік Голова Правління АКБ «Національний кредит».
В період з 2006 по 2008 рік, після завершення депутатських повноважень, призначений Головою спостережної Ради АКБ «Національний кредит».

### Політична діяльність
У березні 1998 — кандидат в народні депутати України від ПНЕРУ, № 49 в списку. На час виборів: член ПНЕРУ, заступник Голови Правління АКБ «Національний кредит» (м. Київ).
У червні 2000 року— кандидат у депутати України, виборчий округ № 221, м. Київ, посів 3 місце з 13 претендентів. На час виборів: Голова Правління АКБ «Національний кредит».
Народний депутат України 4-го скликання (2002—2006 рік), виборчий округ № 66 Житомирської області, від Партії національно-економічного розвитку України. Отримав понад 30 % голосів виборців. На час виборів: Голова Правління АКБ «Національний кредит», голова Партії національно-економічного розвитку України (ПНЕРУ).
Член фракції «Єдина Україна» (травень- червень 2002), член групи «Європейський вибір» (червень 2002-листопад 2003), член фракції «Регіони України» (листопад 2003-лютий 2005), член фракції Партії промисловців та підприємців України (з квітня 2005). Член Комітету Верховної Ради України з питань фінансів і банківської діяльності (червень 2002 — травень 2006).
У березні 2006 року кандидат у народні депутати України від ПНЕРУ, № 1 у списку. На час виборів: народний депутат України, голова ПНЕРУ.
З грудня 2008 по січень 2011, та з січня 2013 по листопад 2014 року виконував обов'язки помічника-консультанта народного депутата України.
Головний консультант секретаріату Комітету Верховної Ради України з питань Регламенту, депутатської етики та забезпечення діяльності Верховної Ради України (лютий 2011-січень 2013).
У період депутатської діяльності у Коростенському виборчому окрузі № 66 Житомирської області активно сприяв розбудові та розвитку її інфраструктури.
Протягом 2002—2006 років на допомогу установам та окремим верствам населення було спрямовано близько 5 млн гривень, зведено понад 20 соціально значущих об'єктів інфраструктури в окрузі.
Павло Матвієнко православного віросповідання, бере активну участь у благочинності та представляє інтереси України на міжнародному рівні, знайомлячи світову спільноту з культурою та традиціями рідної землі, привертаючи увагу до її історії та суспільно-політичних подій якими вона живе.

## Родина та особисте життя
- Батько Володимир Матвієнко (1938 р.н.) — український політик, підприємець, митець і благодійник. Герой України, професор, Заслужений діяч мистецтв України. Голова НБУ (1991—1992), голова Правління «Промінвестбанку» (до 2008). Автор поетичних збірок.
- Мати Галина Матвієнко (1941 р.н.) — домогосподарка.
- Дружина Наталія Матвієнко (1975 р.н.) — працівник Промінвестбанку України.
- Донька Галина (1997 р.н)
- Син Володимир (1998 р.н)

У шлюбі з 1996 року.

## Відзнаки
- 26 грудня 2003 року нагороджений Почесною грамотою Кабінету Міністрів України за вагомий особистий внесок у формування системи ефективної та політично відповідальної влади і здійснення соціально-економічних реформ.[1].